# Mario Rosario Morelli
Mario Rosario Morelli (Roma, 15 maggio 1941) è un magistrato italiano, presidente della Corte costituzionale dal 16 settembre al 12 dicembre 2020.

## Biografia
Dopo la laurea in Giurisprudenza all'Università degli Studi di Napoli Federico II nel 1963, è entrato in magistratura nel 1965 divenendo magistrato di Cassazione nel 1985.
Dal 2008 è stato presidente della III sezione civile e dal 2009 direttore dell'Ufficio del Ruolo e del Massimario.
È noto per essere stato l'estensore della sentenza che nel 2008 mise fine alla vicenda di Eluana Englaro dando il via libera al distacco del sondino che la alimentava.

### Altri incarichi
Dal 1973 al 2000 ha svolto le funzioni di assistente di studio presso la Corte costituzionale di cui ha anche diretto l'Ufficio del Ruolo e del Massimario.
Ha svolto anche attività di insegnamento a contratto in materie giuridiche presso l'Università degli Studi di Urbino "Carlo Bo" e l'Università degli Studi di Roma Tor Vergata.

### Giudice costituzionale
Il 18 novembre 2011 è stato eletto al ballottaggio giudice della Corte costituzionale dai magistrati della Corte di Cassazione in sostituzione del giudice Alfio Finocchiaro; ha giurato il 12 dicembre. Candidato già nella precedente elezione, era stato battuto al ballottaggio del 19 novembre 2010 da Giorgio Lattanzi.
L'8 marzo 2018 viene nominato vicepresidente della Corte costituzionale dal neoeletto presidente Giorgio Lattanzi e l'11 dicembre 2019 è riconfermato nella carica da Marta Cartabia.
Il 16 settembre 2020 è stato eletto al secondo scrutinio presidente della Corte costituzionale. Come primo atto ha nominato vicepresidenti i giudici Giancarlo Coraggio e Giuliano Amato. Nel dicembre 2020 gli è succeduto il giudice Giancarlo Coraggio.

## Pubblicazioni
- Mario Rosario Morelli e Paolo Vaiano, Del comodato, del mutuo, del conto corrente: art. 1803-1833, in Vittorio De Martino (diretto da), Commentario teorico-pratico al Codice civile, libro 4: Delle obbligazioni, Novara, PEM, 1977.
- Mario Rosario Morelli, Il nuovo regime patrimoniale della famiglia, Padova, CEDAM, 1996. ISBN 88-13-19692-X.
- Mario Rosario Morelli, La comunione e la divisione ereditaria, 2ª edizione, Torino, UTET, 1998. ISBN 88-02-05405-3.
- Mario Rosario Morelli et al. (a cura di), Giurisprudenza della Corte costituzionale italiana, Milano, Giuffrè Editore, 1998. ISBN 978-88-14-07029-7.
- Mario Rosario Morelli, Funzioni della norma costituzionale, meccanismi di attuazione, procedure di garanzia: il sistema italiano di giustizia costituzionale, Napoli, Edizioni Scientifiche Italiane, 2000. ISBN 88-8114-902-8.
- Mario Rosario Morelli e Sabrina Morelli, L'incidente di costituzionalità: come formulare le questioni di costituzionalità senza incorrere nella sanzione della inammissibilità, Milano, Giuffrè Editore, 2004. ISBN 88-14-10711-4.
- Achille De Nitto e Mario Rosario Morelli, Delle persone e della famiglia: artt. 1-78, in Cesare Ruperto (diretta da), La giurisprudenza sul Codice civile coordinata con la dottrina, libro 1, Milano, Giuffrè Editore, 2005. ISBN 88-14-11640-7.